# Roosevelt Roads
Roosevelt Roads is een plaats (comunidad) in het Amerikaanse unincorporated territory Puerto Rico.

## Demografie
Bij de volkstelling in 2000 werd het aantal inwoners vastgesteld op 3975.

## Geografie
Volgens het United States Census Bureau beslaat de plaats een oppervlakte van 52,3 km², waarvan 35,1 km² land en 17,2 km² water.

## Plaatsen in de nabije omgeving
De onderstaande figuur toont nabijgelegen plaatsen in een straal van 32 km rond Roosevelt Roads.